# Narrillos del Álamo
Narrillos del Álamo és un municipi de la província d'Àvila, a la comunitat autònoma de Castella i Lleó.

## Demografia
| 1991 | 1996 | 2001 | 2004 |
| ---- | ---- | ---- | ---- |
| 189  | 173  | 163  | 137  |